# Баїнфурт
Баїнфурт (нім. Baienfurt) — громада в Німеччині, знаходиться в землі Баден-Вюртемберг. Підпорядковується адміністративному округу Тюбінген. Входить до складу району Равенсбург.
Площа — 16,02 км2. Населення становить 7259 ос. (станом на 31 грудня 2020).

## Відомі люди
- Роберт Альбер — німецький офіцер, гауптман (капітан) резерву вермахту, бригадефюрер НСКК. Народився в Баїнфурті.